# San Giorgio di Nogaro
San Giorgio di Nogaro là một đô thị ở tỉnh Udine trong vùng Friuli-Venezia Giulia thuộc Ý, có cự ly khoảng 50 km về phía tây bắc của Trieste và khoảng 25 km về phía nam của Udine. Tại thời điểm ngày 31 tháng 12 năm 2004, đô thị này có dân số 7.417 người và diện tích là 25,8 km².
Đô thị San Giorgio di Nogaro có các frazioni (đơn vị cấp dưới, chủ yếu là các làng) Chiarisacco, Galli, Porto Nogaro, Villanova, Zellina, và Zuccola.
San Giorgio di Nogaro giáp các đô thị: Carlino, Castions di Strada, Grado, Marano Lagunare, Porpetto, Torviscosa.